# Jamrik Levente
Jamrik Levente (Ludwigsburg, NSZK, 1974. február 19. - ) filmrendező, történész, antropológus, grafikus, újságíró.

## Munkássága
Mozgófilmes szakembereként szinte az összes magyarországi televíziónál (MTV, TV2, Hír Tv, Duna TV) megfordult. Kezdetben szerkesztő-riporterként, később főszerkesztőként vállalt munkát. Napjainkig rendszeresen publikál történelmi, hadtörténelmi, kulturális, kultúrtörténeti, építészeti, oknyomozó, politikai, urbanisztikai és ingatlanpiaci vonatkozású cikkeket, tanulmányokat.

### Író-újságíróként
2010-ben kezdte el a hamar országos népszerűséget elért és nagy olvasottságú Falanszter című történelemmel és építészettel foglalkozó blog írását, amelyet 2022-ben fejezett be. Az Index felkérésére ekkor indította útjára a Járdasziget című oldalt, amelyet 2024-ig írt és szerkesztett.Cikkeinek köszönhetően:
- menekült meg a bontástól és kapott műemléki védelmet az államtól 2021-ben a Kazinczy utca 55. alatti Wichmann Tamás kocsmájaként is ismert Schneider-ház.[3][4][5][6][7]
- alakították át a nagyvázsonyi Kinizsi vár pár modernre sikerült helyiségét "középkoriasra",[8]
- csökkentették a diósgyőri vár "rekonstrukciójánál" a betonbeépítés tömegét,[9]
- illetve elkezdték keresni IV. Béla magyar király és családja sírját Esztergomban.[10][11][12][13]

### Történészként
Városkutatóként 2010-től nem csak az első városi sétákat szervezte meg a fővárosban, hanem munkatársaival Urbface néven feldolgozta 35 ezer budapesti ház történetét is, amelyben nem csak az ingatlanok építéstörténetét lehetett megtudni, hanem egykori lakóinak életét és sorsát is. A szintén népszerű és ingyenes oldal 2021-ben szűnt meg.
Városkutatóként, tanácsadóként valamint történelmi és elméleti rekonstrukciós rajzok készítőjeként részt vett a
- Most vagy soha! című játékfilm digitális városképének és valódi díszletének kialakításában, kellékei kiválasztásában (2023)[17]
- A Kazinczy utcai Mika Tivadar Élmény Központ megtervezésében, állandó kiállításának kialakításában (2024).[18]

### Filmrendezőként
Rendezőként és filmíróként több hazai és nemzetközi fesztivált megnyert filmet jegyez. Dokumentumfilmjei és történelmi ismeretterjesztő fénykarcolatai általában olyan eseményeket mutatnak be, amelyek egykor nagy horderejűek voltak, ám hatásuk mai napig kitart és érezhető, mérhető, ám az utókor mégse tudja és ismeri az okokat.
- Magyar korridor – Varsó 1944 (2016)[19][20]
- Az elíziumi kém (2018)[21][22]
- A Sakál, a Patkány, a Kádár és a Laci (2022)[23][24]
- Vörös narkó (2023)[25][26][27]

## Díjai, elismerései

### Magyar korridor – Varsó 1944 (2016)
- XXI. Lakitelki Filmszemle, Lakitelek, különdíj – 2022
- XI. Megtörhetetlenek-Rettenhetetlenek-Kiátkozottak Filmfesztivál, Gdynia, nominált  – 2019 ,
- Magyar Filmhét – 2. Magyar Filmdíj, Budapest, döntős  – 2017

### Az elíziumi kém (2018)
- Firenzei Filmfesztivál, Firenze, legjobb nemzetközi dokumentumfilm  – 2020
- Firenzei Filmfesztivál, Firenze, legjobb játékfilmrendező-díj és különdíj  – 2020
- Magyar Mozgókép Szemle- 5. Magyar Filmdíj, Budapest, döntős, 2020
- XV. Göcsej Filmszemle, Zalaegerszeg, II. helyezés  – 2019
- X. Bujtor István Filmfesztivál, Balatonszemes, különdíj  – 2019

### A Sakál, a Patkány, a Kádár és a Laci (2022)
- London Movie Awards, London, legjobb nemzetközi dokumentumfilm  – 2022
- XVIII. Göcsej Filmszemle, Zalaegerszeg, II. helyezés  – 2022

### Vörös narkó (2023)
- XI. Savaria Filmszemle, Szombathely, különdíj – 2024
- History International Film Festival Austria, Linz, döntős  – 2024